# Сюрури
Сюрури (азерб. Süruri; род. XV век, Ак-Коюнлу; ум. 1520) — азербайджанский поэт XV—XVI веков.

## Биография
Сюрури родился в XV веке в государстве Ак-Коюнлу В 1515 году после занятия Османами Тебриза он, как и другие поэты и учёные были отправлены в Османскую империю. Сюрури провёл там большую часть своей жизни и скончался до 1520 года.

## Творчество
У Сюрури был свой особый стиль. В Османской империи поэт получил широкую известность. Он был последователем хуруфизма и распространял идеи Имадеддина Насими. После создания Сефевидского государства он начал свободно выражать свои идеи. Сохранился его диван, факсимильная копия которая в 2013 году была привезена из Ватикана в Азербайджан учёным Фаридом Алекперли. Другие рукописи дивана Сюрури были найдены азербайджанским исследователем Паша Керимовым в Стамбуле и Манисе. Стамбульская рукопись дивана состоит из 90 газелей и 3 мурабба. Манисская включает в себя стихи Сюрури на азербайджанском языке, а также стихи Насими и Нур Сеида Али на персидском. В нём также имеется мурабба поэта, посвящённая шах Исмаилу I. Диван был составлен в 1570 году в Алеппо секретарём дворца Байрам Бабы Дервишем Мустафой.